# Dan Thomassen
Dan Vesterby Thomassen (født 24. marts 1981) er en dansk fodboldspiller, der spiller for den italienske klub AC Este 1920. Han er central forsvarsspiller.

## Karriere
I 1998 skiftede Dan Thomassen fra AGF’s ynglingehold til den italienske Calcio Padova. Senere spillede han bl.a for F.C. København og Vålerenga.
Han var fast mand i FCK's midterforsvar, og var med til vinde Superligaen to gange og spillede fem UEFA Champions League-kampe, indtil klubben hentede Michael Gravgaard i Viborg FF i 2005, hvilket sendte Thomassen på bænken.
Efter skiftet til Vålerenga blev han igen fast spiller, men skiftede sommeren 2008 tilbage til barndomsklubben AGF, hvor han som ungdomsspiller vandt DM to gange. Efter 6 kampe for AGF blev Dan Thomassen alvorligt skadet, og han må holde pause fra fodboldspillet i op til et år.
Han havde kontrakt med AGF frem til 2012, men denne blev efter gensidig aftale ophævet i sommeren 2011, idet Thomassen ønskede at vende tilbage til Italien, hvorfra hans hustru stammer. Han nåede at spille 58 kampe på AGF's førstehold og var med til både at rykke ud af Superligaen samt straks efter at spille holdet tilbage igen i 2011.